# Grande Union

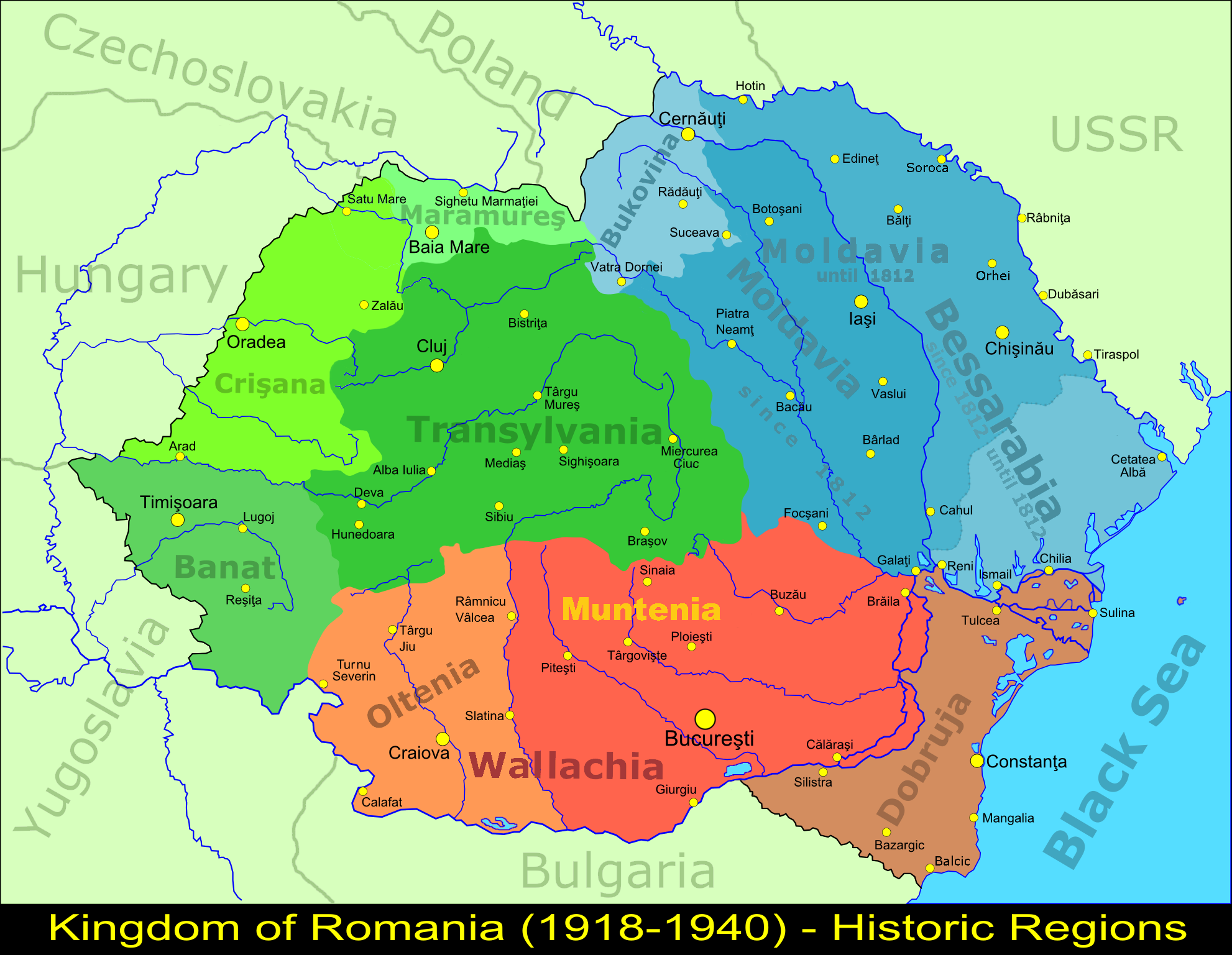
Le Royaume de Roumanie entre 1918 et 1940 (Grande Roumanie) et ses régions historiques.

Dans l'historiographie roumaine, la « Grande Union » (roumain : Marea Unire) ou Grande Union de 1918 (Marea Unire din 1918) désigne la série d'actions politiques par lesquelles, durant l'année 1918, plusieurs régions historiques d'Europe du Sud-Est, majoritairement peuplées de Roumains et ayant jusque-là appartenu aux Empires austro-hongrois ou russe alors en voie de dislocation, ont proclamé s'unir au Royaume de Roumanie : la république démocratique moldave (Bessarabie) le 27 mars 1918, la Bucovine le 28 novembre 1918 puis la Transylvanie (Marmatie méridionale, Crișana orientale et Banat du nord-est inclus) lors d'une assemblée nationale dans la salle de l'Union dans la ville d'Alba Iulia le 1er décembre 1918.
Pour l'historiographie roumaine, l'union en 1859 des « principautés danubiennes » de Moldavie et de Valachie (également connue sous le nom de « Petite Union », Mica Unire), et la reconnaissance internationale en 1878 de l'indépendance du pays (incluant la Dobroudja du Nord) sont des préludes à la Grande Union, d'autant que ces évènements, consécutifs aux échecs des révolutions de 1784, de 1821 et de 1848, découlent du même programme d'émancipation politique, formulé durant la renaissance culturelle roumaine. Les plus nationalistes des auteurs voient aussi un prélude dans l'occupation, en 1600, de la Transylvanie et de la Moldavie par le prince de Valachie, Michel le Brave, bien que ce dernier n'a jamais déclaré vouloir les unir, ni agir au nom du peuple roumain,,. 
Aujourd'hui, la « Grande Union » a une signification importante en Roumanie, et elle est commémorée chaque 1er décembre lors du Jour de la Grande Union, la fête nationale du pays,. Se référant au souvenir de la « Grande Union », un mouvement unioniste en Moldavie et Roumanie cherche à sortir la Moldavie de la CEI et de la sphère d'influence russe pour la rapprocher de l'Union européenne, de l'OTAN et de la Roumanie. Ce mouvement est constitué par certains partis politiques des deux pays (notamment des partis libéraux de chaque pays) et par une partie de l'électorat de chaque pays. En Moldavie en 2018, alors que le pays était gouverné par des pro-russes, plus de 100 communes et 3 districts ont symboliquement déclaré s'unir avec la Roumanie,.
Pour une partie des historiens autres que roumains, particulièrement austro-hongrois, allemands, russes et soviétiques, la « Grande Union », imposée par les Alliés de 1918, par Georges Clémenceau et par le président américain Woodrow Wilson avec sa doctrine des « 14 points », est l'aboutissement illégitime et impérialiste d'un processus de construction artificielle de l'identité roumaine, analogue au Risorgimento générant l'identité italienne,. Ce point de vue associe, dans des contextes polémiques, la « Grande Union » et l'actuel mouvement unioniste moldo-roumain à une forme de fascisme, voire de nazisme.